# 挪威廣播公司爵士樂電台
挪威廣播公司爵士樂電台（挪威語：NRK Jazz）是挪威廣播公司一條於2007年開播的電台頻道，主要播放各國爵士音樂和其相關節目。這條頻道最初只在網上廣播，後來於2008年5月獲得一條獨立數碼電台頻道並播放至今。